# Cattedrale di Sant'Andrea (Öskemen)
La cattedrale di Sant'Andrea (in russo: Вознесенский собор) è la cattedrale ortodossa di Öskemen, in Kazakistan, e sede della eparchia di Öskemen.

## Storia e descrizione
La cattedrale di Sant'Andrea è stata costruita tra il 2001 ed il 2007 dall'architetto Yuri Mikhailovich Trasjkov. 
La costruzione del tempio, che sorge vicino al Monastero della Santissima Trinità, è stata sostenuta da imprese locali e autorità regionali. La prima funzione religiosa si è tenuta il 6 agosto 2006, servizi regolari si tengono dal Natale del 2008 mentre la consacrazione della chiesa è avvenuta il 29 agosto del 2008.
La grande sala centrale del tempio è coronata da una cupola dorata, cui si affiancano quattro piccole cupole dorate ai lati. Accanto al corpo centrale dell'edificio s'innalza il campanile con un tetto verde. L'iconostasi all'interno è stata realizzata da maestranze russe di Volgodonsk.